# Test Drive Off-Road 2
Test Drive Off-Road 2 (conocido como Test Drive 4X4 en Europa) es un videojuego de carreras codesarrollado por el equipo de desarrollo interno de Accolade y Pitbull Syndicate, y publicado por Accolade para PlayStation y Windows.

## Modos de juego
- Single Race: Permite al jugador elegir cualquier vehículo o curso para competir.
- World Tour: En World Tour, el jugador recorre diferentes pistas en todo el mundo y ganará copas y dinero. El jugador puede comprar y vender vehículos. El modo contiene seis ligas de clases diferentes para participar: Hummer, Militar, Safari, Camiones, SUV y Clase Abierta.

## Desarrollo
El juego fue anunciado a finales de 1997. Utiliza el motor de Test Drive 4 e incluye vehículos todoterreno con licencia. Accolade gastó $3 millones en una campaña publicitaria de televisión para Test Drive 5 y Test Drive: Off-Road 2.

## Recepción
El juego recibió críticas "mixtas" en ambas plataformas según el sitio web de agregación de reseñas GameRankings. En Japón, donde la versión de PlayStation fue portada y publicada por Capcom el 8 de abril de 1999, Famitsu le dio una puntuación de 25 de 40.